# (90568) 2004 GV9
(90568) 2004 GV9とは、2004年4月13日に地球近傍小惑星追跡（NEAT）によって発見された太陽系外縁天体である。小惑星センターによってキュビワノ族として分類されている。(90568) 2004 GV9は2022年6月時点で300回以上観測されており、1954年までのプレカバリー画像が存在している。公転周期は270年余りである。太陽から一番離れる遠日点では約 44.9 au、一番近くなる近日点でも約 38.8 au 離れており、現在は太陽から約 39.7 au 離れた位置に存在している。軌道傾斜角は約22度、離心率は約 0.073である。
M. E. Brownは、準惑星である可能性が非常に高いと推定している。ハーシェル宇宙天文台とスピッツァー宇宙望遠鏡を組み合わせた観測結果から、(90568) 2004 GV9の直径は 680 ± 34 km と測定されている。Tancrediは、自転に伴う光度曲線の振幅分析で (90568) 2004 GV9 の光度曲線にはわずかな変動しか見られないと述べており、(90568) 2004 GV9 は小さなアルベドスポットが存在する回転楕円体であり、準惑星である可能性があることが示唆されている。

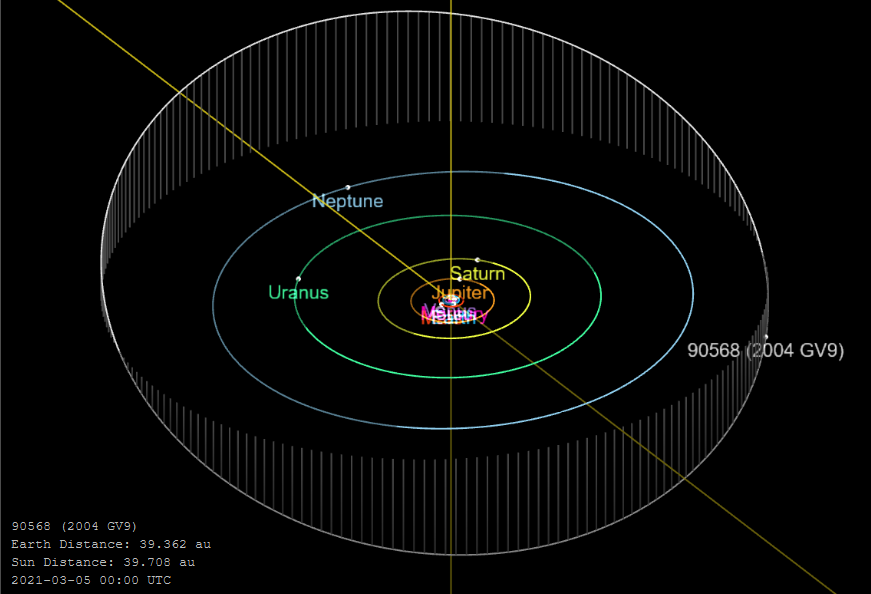
の軌道